# Strada statale 76 della Val d'Esino
La strada statale 76 della Val d'Esino (SS 76), detta anche Strada di Francesco, o anticamente Strada Clementina, è una strada statale italiana, che si snoda nei territori dell'Umbria e delle Marche, di cui costituisce uno dei principali assi stradali. Insieme alla SS 318 costituisce il collegamento tra Ancona e Perugia.
Ha inizio a Fossato di Vico staccandosi dalla SS 318 di Valfabbrica, per poi valicare la dorsale appenninica al Colle di Fossato; superata Fabriano, percorre la valle del fiume Esino fino a terminare a poca distanza dalla costa adriatica nei pressi di Falconara Alta, dove si innesta nella strada statale 16 Adriatica.
È una superstrada a doppia carreggiata, con due corsie per senso di marcia, separate da spartitraffico, eccetto il tratto Albacina-Serra San Quirico, che pur essendo privo di attraversamenti urbani e di incroci a raso, è allo stato attuale a carreggiata singola con due corsie, una per senso di marcia.
Dal 2009 la strada è interessata dai lavori della Quadrilatero Marche-Umbria nel suddetto tratto (Albacina-Serra San Quirico) e in quello Fossato di Vico-Cancelli, dove i lavori sono terminati definitivamente nel dicembre 2019.
I cantieri sono stati fermi circa nove mesi a causa della crisi dell'azienda Astaldi.
Questa situazione di stallo ha isolato la città di Fabriano: le due principali vie di accesso al territorio urbano erano di difficile percorrenza, con slalom tra i cantieri abbandonati e limite di velocità fisso a 40 Km/h per tutta la tratta interessata dai lavori.
Dal 2 maggio 2018 la SS 76, insieme alla SS 318, è stata rinominata Strada di Francesco, in vista di un programma di valorizzazione turistica dei luoghi francescani tra Perugia e Ancona.
È una delle poche strade italiane con le uscite numerate.

## Storia

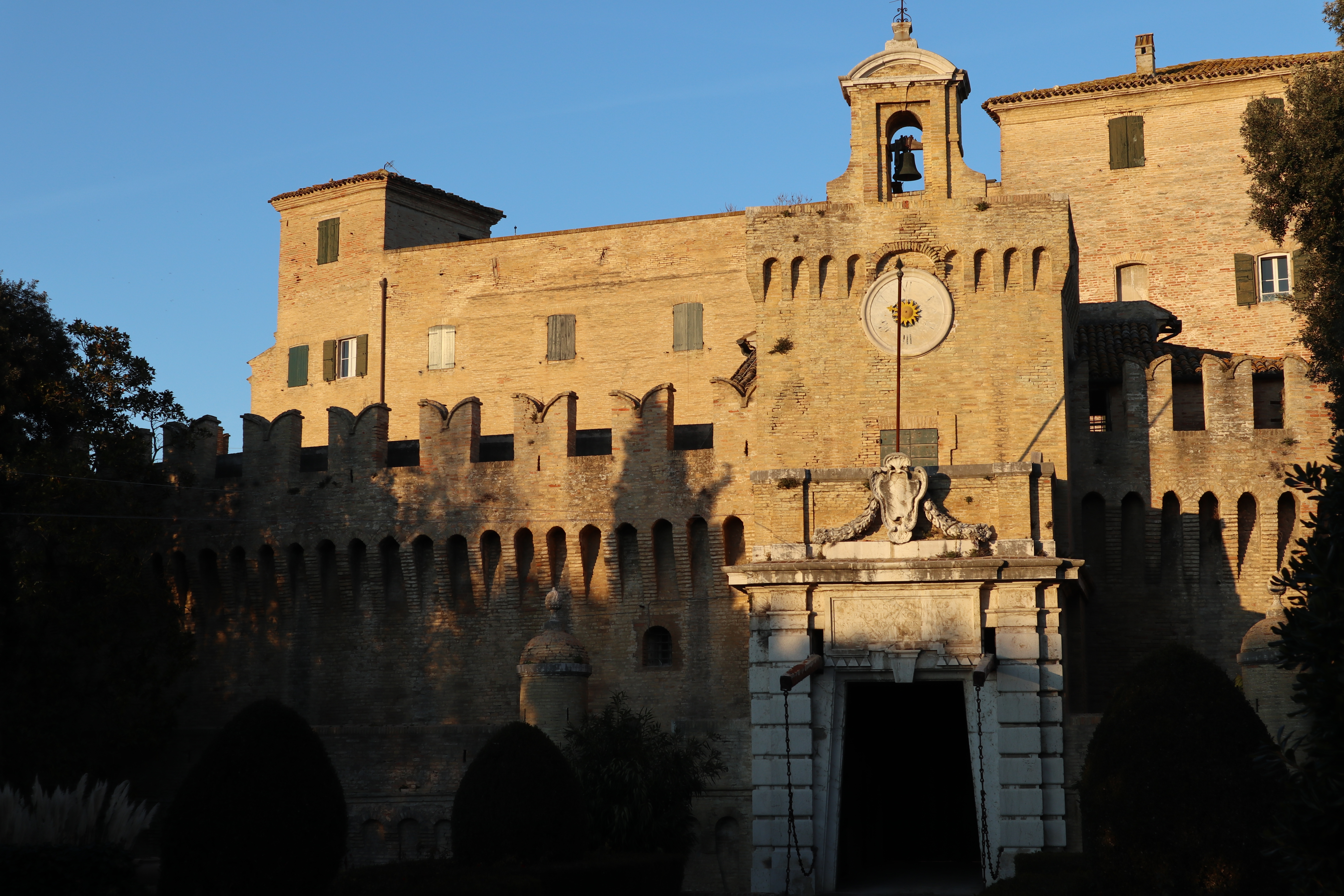
Il Castello di Rocca Priora, all'imbocco della Strada Clementina dalla Via Flaminia.

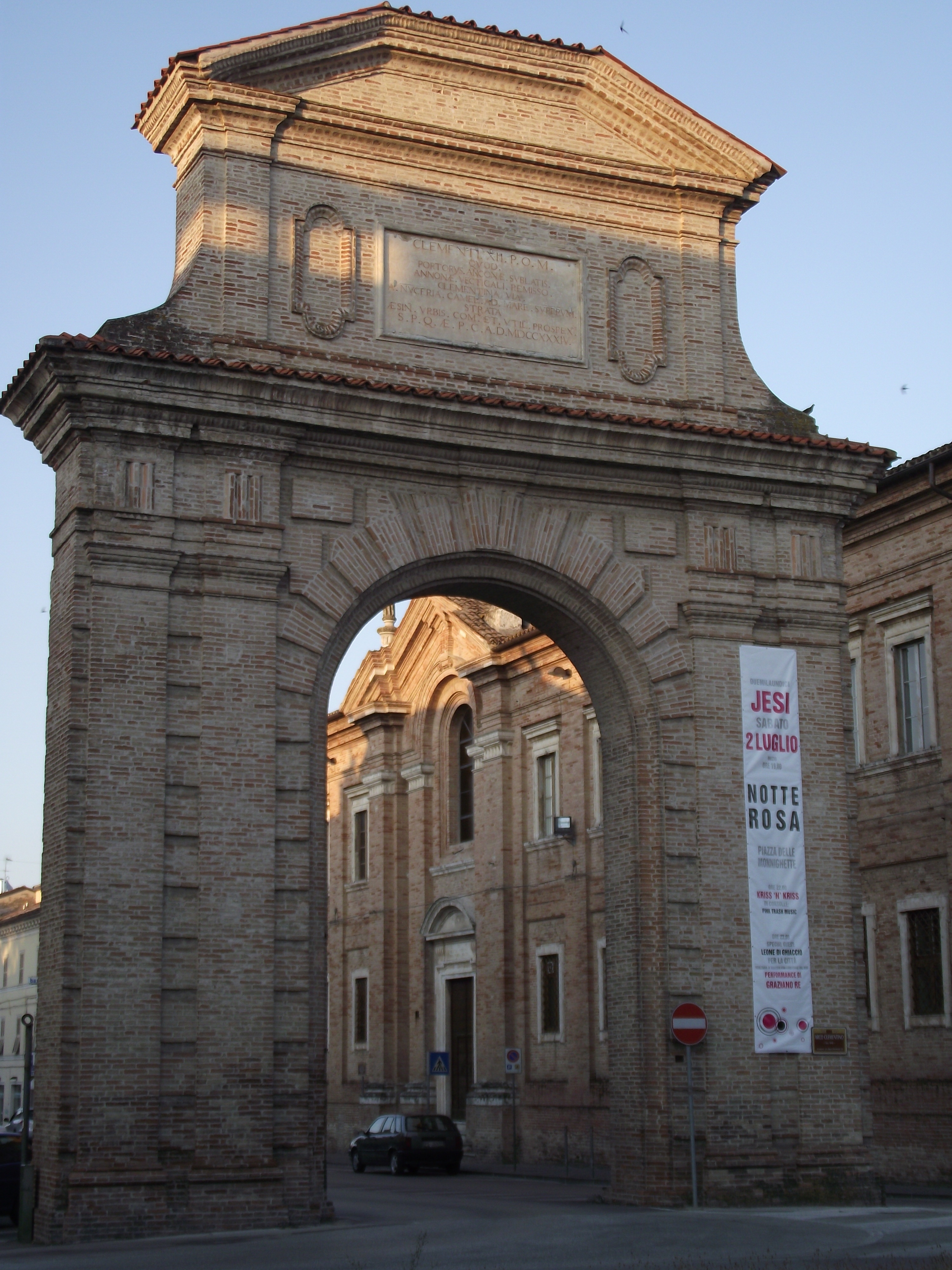
Arco Clementino a Jesi, eretto in onore del papa.

Nel 1733 papa Clemente XII fece costruire la Strada Clementina per collegare il porto di Ancona con la Via Flaminia e quindi con Roma. La strada seguiva un tracciato preesistente, di epoca romana. Si innestava alla Flaminia poco a nord di Nocera Umbra.
Con l'istituzione dell'A.A.S.S., nel 1928, la Strada Clementina, seguendo un diverso percorso diventò la SS 76 della Val d'Esino, con itinerario "Innesto S.S. n. 3 presso Fossato di Vico - Jesi - Innesto S.S. n. 16 presso Falconara" (in località Rocca Priora) e con estesa di 79,877 km.
Nel dopoguerra il traffico sulla strada crebbe notevolmente e vennero progettate numerose varianti di tracciato, sia per rettificare le tratte più tortuose in montagna mediante gallerie, sia per evitare alcuni attraversamenti urbani: un esempio è la variante di Fossato di Vico, a seguito della quale l'innesto sulla SS 3 fu spostato pochi chilometri più a nord per evitare il centro urbano di Fossato, e il vecchio valico fu sostituito da più comode gallerie. In seguito si decise di rimpiazzare la vecchia arteria con una superstrada ancora in via di completamento (l'attuale SS 76), che insieme alla variante alla SS 318 collega Ancona e Perugia con un tracciato diretto a scorrimento veloce.
Il vecchio tracciato della SS 76, tuttora esistente (se si eccettua il tratto lungo la Gola della Rossa, in cui la strada a scorrimento veloce ha rimpiazzato l'infrastruttura originale, oggi pedonalizzata) è stato dismesso dall'ANAS: due tratte (Serra San Quirico-Jesi e Jesi-Rocca Priora) sono state declassificate a strada provinciale con il nome di SP 76 della Val d'Esino e sono gestite dalla Provincia di Ancona; le tratte rimanenti sono invece di competenza comunale.
Nel luglio del 2010 è stato aperto lo svincolo per l'interporto di Jesi. I lavori hanno riguardato un tratto di circa 4 km che è stato anche adeguato agli standard previsti dalla normativa con l'inserimento della banchina pavimentata a destra di 1,75 m.
L'8 agosto 2017 è stata aperta al traffico la nuova carreggiata in configurazione provvisoria a doppio senso di circolazione di 7,5 km tra Fossato di Vico e Cancelli, oltre al nuovo svincolo di Campodiegoli-Cancelli e a 2 km di nuova carreggiata (sempre a doppio senso) tra Albacina e Serra San Quirico, all'altezza dello svincolo di Valtreara-Gattuccio.
Il 14 febbraio 2018 sono stati aperti al traffico 7 km della nuova carreggiata a configurazione provvisoria tra Albacina e Serra San Quirico, comprensivi dei 3,7 km della nuova galleria "Gola della Rossa", la più lunga in funzione delle Marche.
Il 29 ottobre 2019 è stata aperta la carreggiata nord della tratta Fossato Vico - Cancelli il cui tracciato corrisponde in buona parte con quello della statale prima della conversione in superstrada. La tratta in questione è stata poi aperta in configurazione definitiva (4 corsie, 2 per ogni senso di marcia) il 16 dicembre 2019.
Il 1º agosto 2020 è stato aperto al traffico un tratto di 4 km della nuova carreggiata nord tra Albacina e la Galleria Sassi Rossi (esclusa); inoltre è stato aperto il nuovo svincolo di Albacina/Cerreto d'Esi. Nel mese di settembre la tratta è stata completata e aperta a 4 corsie.
Il 23 dicembre 2020 è stato aperto al traffico un tratto di circa 2 km della nuova carreggiata nord tra la Galleria Mariani (esclusa) e la Galleria Gola della Rossa (esclusa); inoltre è stato riaperto lo svincolo di Genga-Valtreara.
Il 12 luglio 2021 è stata riaperta la carreggiata sud nel tratto Serra San Quirico-Camponocecchio (svincolo incluso). Questo tratto di circa 4 km rappresenta la carreggiata storica ammodernata della statale che attraversa la Gola della Rossa.
Il 12 agosto 2021 la tratta Valtreara-Serra San Quirico è stata aperta in configurazione definitiva a 4 corsie. Con questa apertura la statale diventa a 4 corsie per l'intero percorso da Fossato di Vico a Falconara Marittima, ad eccezione del tratto di poco meno di 2 km tra la galleria Sassi Rossi e la galleria Mariani (gallerie incluse).

## Percorso
Nel seguente prospetto sono indicati i dettagli dell'intera SS 76. 
| SS 76 della Val d'Esino Strada di Francesco | |      |      |           |
| Tipologia                                   | Indicazione | ↓km↓ | ↑km↑ | Provincia |
|                                             | di Valfabbrica Perugia - Valfabbrica Flaminia Roma - Foligno - Gualdo Tadino di Gubbio Gubbio - Umbertide - Fano Milano-Napoli | 0,0  | 74,4 | PG        |
|                                             | Fossato di Vico | 0,0  | 74,4 | PG        |
|                                             | Campodiegoli Cancelli Sassoferrato                                                                                             | 5,9  | 68,5 | AN        |
|                                             | Fabriano ovest | 8,9  | 65,5 | AN        |
|                                             | Fabriano est | 17,6 | 56,8 | AN        |
|                                             | Area Servizio "Fabriano" | 20,0 | 54,4 | AN        |
|                                             | Albacina Cerreto d'Esi | 21,4 | 53,0 | AN        |
|                                             | Tratto a due corsie complessive tra Galleria Sassi Rossi e Galleria Mariani                                                    |      |      | AN        |
|                                             | Genga Valtreara | 26,4 | 48,0 | AN        |
|                                             | Genga Camponocecchio Sassoferrato                                                                                              | --   | 46,3 | AN        |
|                                             | Gola della rossa Serra San Quirico                                                                                             | --   | 42,1 | AN        |
|                                             | Serra San Quirico | 35,6 | 38,8 | AN        |
|                                             | Apiro Mergo | 39,8 | 34,6 | AN        |
|                                             | Castelplanio Maiolati Spontini                                                                                                 | 41,2 | 33,2 | AN        |
|                                             | Moie | 46,0 | 28,4 | AN        |
|                                             | Castelbellino | 48,3 | 26,1 | AN        |
|                                             | Cupramontana Monte Roberto | 50,6 | 23,8 | AN        |
|                                             | Area Servizio "Monte Roberto"                                                                                                  | 51,4 | 23,0 | AN        |
|                                             | Jesi ovest Cingoli | 54,0 | 20,4 | AN        |
|                                             | Jesi centro | 58,5 | 15,9 | AN        |
|                                             | Jesi est | 61,6 | 12,8 | AN        |
|                                             | Monsano | 64,0 | 10,4 | AN        |
|                                             | Interporto delle Marche | 66,0 | 8,4  | AN        |
|                                             | Area Servizio "Coppetella sud"                                                                                                 | 67,5 |      | AN        |
|                                             | Aeroporto Raffaello Sanzio SS76 dir                                                                                            | 70,7 | 3,7  | AN        |
|                                             | Bologna-Taranto Chiaravalle | 71,4 | 3,0  | AN        |
|                                             | Adriatica ANCONA Porto di Ancona Falconara Marittima Pesaro                                                                    | 74,4 | 0,0  | AN        |